# Kellie Waymire
Kellie Suzanne Waymire (Columbus, 27 luglio 1967 – Los Angeles, 13 novembre 2003) è stata un'attrice statunitense.
È nota per aver interpretato i personaggi di: Miranda Devereaux nella serie horror Wolf Lake; Melissa nella serie Six Feet Under; Elizabeth Cutler in Star Trek: Enterprise, quinta serie live action del franchise di fantascienza Star Trek; Liz Pitt nella sictom The Pitts.

## Biografia
Kellie Waymire è nata a Columbus, in Ohio, USA, da Jack e Vickie Waymire. Aveva due fratelli, Tony e Rebecca. La famiglia si è trasferita numerose volte, vivendo così a Lago Tahoe, in Nevada; a Denver, in Colorado; a Tampa, in Florida; a Houston, in Texas. A Houston Kellie Waymire ha frequentato la Lamar High School, dove ha sviluppato il suo interesse per la recitazione e dove era presidente del club di recitazione. In seguito ha frequentato la Southern Methodist University, dove ha vinto un Greer Garson Award. Qui ha poi ottenuto un Bachelor of Fine Arts in teatro e ha ottenuto un Master of Fine Arts all'Università della California - San Diego nel 1993.
Una volta diplomatasi al college, Kellie Waymire si è trasferita a New York, dove ha iniziato la sua carriera televisiva interpretando il personaggio di Emily in un episodio della soap opera Una vita da vivere (One Life to Live), trasmesso nel 1994. Nel 1994 si trasferisce a Los Angeles dove prosegue la propria carriera di attrice televisiva comparendo, in ruoli insoliti o divertenti, in singoli episodi di numerose serie di prima serata, tra cui The Practice - Professione avvocati (The Practice, 1998); X-Files (The X-Files, 2001); Giudice Amy (Judging Amy, 2001); CSI - Scena del crimine (CSI: Crime Scene Investigation, 2001); Prima o poi divorzio! (Yes, Dear, 2001);NYPD - New York Police Department (NYPD Blue, 2003). Nel 1997 compare nell'episodio Fratelli di sangue (The Blood), della nona stagione della serie televisiva Seinfeld, in cui interpreta una madre malata che vuole qualcuno che si prenda cura di suo figlio in caso della sua morte. Nel 1998 appare anche nel suo primo lungometraggio cinematografico, Scherzi del cuore (Playing by Heart), diretto da Willard Carroll, al fianco di Sean Connery, Gena Rowlands, Gillian Anderson, Angelina Jolie, Madeleine Stowe e altri. A questo farà seguito una manciata di altri titoli, compresi un paio di cortometraggi.
Nel 2000 fa la sua prima apparizione nel franchise di fantascienza Star Trek, comparendo nell'episodio della sesta stagione della serie televisiva Star Trek: Voyager, quarta serie live action del franchise, nell'episodio La musa (The Muse) nel quale interpreta Layna, un'attrice aliena del pianeta Kelis nel Quadrante Delta della galassia, sul quale approda la USS Voyager NCC-74656 capitanata da Kathryn Janeway (Kate Mulgrew) e dove vengono rappresentate in forma di drammi teatrali le avventure reali dell'astronave della Federazione. Tra il 2001 e il 2002 ritorna nuovamente nel franchise in uno dei ruoli di più alto profilo della sua carriera, interpretando il membro dell'equipaggio di prima classe Elizabeth Cutler, un'entomologa ed esobiologa assegnata alla sezione scientifica dell'astronave Enterprise NX-01 capitanata da Jonathan Archer (Scott Bakula), in tre episodi della prima stagione della quinta serie televisiva live action Star Trek: Enterprise. Elizabeth Cutler diviene assistente del Dottor Phlox (John Billingsley) e sua amica, finendo per innamorarsene.
Sempre tra il 2001 e il 2002, interpreta il personaggio di Miranda Devereaux in cinque episodi della prima stagione della serie horror Wolf Lake. Miranda è una cantante che viene stuprata da Bruce Cates (W. Earl Brown), fratello del protagonista Willard Cates (Bruce McGill), che da quest'ultimo verrà ucciso come punizione del suo atto condannato dalla comunità dei lupi. Nel 2003 entra a far parte del cast regolare della serie televisiva di breve durata della Fox The Pitts, cancellata dopo appena due settimane e in seguito resuscitata come serie animata. Tra i suoi ultimi ruoli sul piccolo schermo, figurano un'apparizione come guest star nell'episodio Doppia coppia (The One Where Ross Is Fine) della decima stagione della sitcom Friends, trasmesso un mese prima della sua morte;  una nell'episodio Crisi in famiglia (Family Dynamics) della serie Everwood e una nell'episodio Alla ricerca dell'amore (Safety Canary) della serie Wonderfalls. Gli ultimi due dei quali trasmessi dopo la sua morte e dedicati alla sua memoria.
Oltre al suo lavoro in campo cinematografico e televisivo, Kellie Waymire è stata attiva anche a teatro negli Stati Uniti. Nel 1996 ha interpretato il ruolo della protagonista in Sylvia di A.R. Gurney all'Old Globe Theatre di San Diego. Nel 1998 è apparsa in una rappresentazione di Present Laughter di Noël Coward al Pasadena Playhouse e in molte altre produzioni in tutto il paese. Al momento della sua morte era impegnata nel ruolo di Anne nell'adattamento teatrale di Kate Crackernuts al 24th Street Theatre di Los Angeles.
Kellie Waymire è morta il 13 novembre 2003 nella sua casa a Venice, California, a causa di un arresto cardiaco causato da un'aritmia cardiaca non diagnosticata e probabilmente correlato alla sindrome da prolasso valvolare mitralico che le era stata diagnosticata quando era adolescente. Il suo funerale si è tenuto il 23 novembre successivo, a West Milton, in Ohio.

## Filmografia

### Cinema
- Scherzi del cuore (Playing by Heart), regia di Willard Carroll (1998)
- Dig a Hole, Find a Finger, regia di Evan Bergman (1998)
- Buddy Boy, regia di Mark Hanlon (1999)
- Sunset Strip, regia di Adam Collis (2000)
- Screenland Drive, regia di Ty Bradford (2000)
- Maniacts, regia di C.W. Cressler (2001)
- The Vest, regia di Paul Gutrecht - cortometraggio (2003)
- Something More, regia di Devon Gummersall - cortometraggio (2003)

### Televisione
- Una vita da vivere (One Life to Live) - soap opera, episodio 6575 (1994)
- La culla vuota (When the Cradle Falls), regia di Paul Schneider (1997)
- Seinfeld - serie TV, episodio 9x04 (1997)
- Cracker - serie TV, episodio 1x07 (1997)
- Ally McBeal - serie TV, episodio 2x06 (1998)
- The Practice - Professione avvocati (The Practice) - serie TV, episodio 3x06 (1998)
- Maggie - serie TV, episodio 1x14 (1998)
- Nothing Sacred - serie TV, episodio 1x16 (1998)
- Stark Raving Mad - serie TV, episodio 1x02 (1999)
- Spie (Snoops) - serie TV, episodio 1x07 (1999)
- Cover Me: Based on the True Life of an FBI Family - serie TV, episodio 1x03 (2000)
- Then Came You - serie TV, episodio 1x03 (2000)
- Star Trek: Voyager - serie TV, episodio 6x22 (2000)
- M.Y.O.B. - serie TV, episodio 1x02 (2000)
- Squadra Med - Il coraggio delle donne (Strong Medicine) - serie TV, episodio 1x03 (2000)
- Popular - serie TV, episodio 2x02 (2000)
- Freedom - serie TV, episodio 1x02 (2000)
- Il fuggitivo (The Fugitive) - serie TV, episodio 1x06 (2000)
- X-Files (The X-Files) - serie TV, episodio 8x08 (2001)
- Giudice Amy (Judging Amy) - serie TV, episodio 2x11 (2001)
- Kate Brasher - serie TV, episodio 1x02 (2001)
- CSI - Scena del crimine (CSI: Crime Scene Investigation) - serie TV, episodio 1x21 (2001)
- Prima o poi divorzio! (Yes, Dear) - serie TV, episodio 1x22 (2001)
- Wolf Lake - serie TV, 5 episodi (2001-2002)
- Star Trek: Enterprise - serie TV, episodi 1x04-1x13-1x25 (2001-2002)
- Six Feet Under - serie TV, 6 episodi (2002)
- The Pitts - serie TV, 7 episodi (2003)
- NYPD - New York Police Department (NYPD Blue) - serie TV, episodio 10x19 (2003)
- Friends - serie TV, episodio 10x02 (2003)
- Everwood - serie TV, episodio 2x11 (2004)
- Wonderfalls - serie TV, episodio 1x09 (2004)

## Programmi televisivi
- 10th Annual Screen Actors Guild Awards - speciale TV (2004) - omaggio

## Teatro (parziale)
- Sylvia, Old Globe Theatre, San Diego (1996)
- Present Laughter, Pasadena Playhouse, Pasadena (1998)
- Kate Crackernuts, 24th Street Theatre, Los Angeles (2003)

## Omaggi
- L'8 dicembre 2003 si è tenuta una commemorazione pubblica presso la Ralph Freud Playhouse, Macgowan Hall, all'UCLA.[6]
- Il Kellie Waymire Scholarship Fund è stato istituito in suo onore.[2]

## Doppiatrici italiane
Nelle versioni in italiano delle opere in cui ha recitato, Kellie Waymire è stata doppiata da:
- Renata Bertolas in Ally McBeal
- Paola Majano in X-Files
- Barbara De Bortoli in CSI - Scena del crimine
- Daniela Calò in Star Trek: Enterprise